# Roald Aas
Roald Aas (n. 25 martie 1928, Oslo, Norvegia – d. 18 februarie 2012, Oslo, Norvegia) a fost un patinator de viteză ce a reprezentat Norvegia, medaliat olimpic. A participat la 3 ediții ale Jocurilor Olimpice (1952, 1956, 1960) în care a câștigat o medalie de aur și o medalie de bronz.